# Коропецька ГЕС
Коропецька ГЕС — діюча мала гідроелектростанція в Тернопільській області. Розташована на річці Коропець, притоці Дністра, біля села Велеснів Монастириського району.

## Опис
У 1952 році Коропецька ГЕС була запущена в дію. У 2001-2002 роках була реконстуйована. 16 жовтня 2002 року Коропецька ГЕС почала працювати після реконструкції. Власник — ЗЕА «Новосвіт».
Коропецька ГЕС оснащена двома радіально-осьовими турбінами СГ-220-500.
Після будівництва ГЕС на річці утворилося Коропецьке водосховище.